# 783
783 (DCCLXXXIII, na numeração romana) foi um ano comum do século VIII, do Calendário Juliano, da Era de Cristo, teve início a uma Quarta-feira e terminou também a uma Quarta-feira, e a sua letra dominical foi E.
| Ano completo                        |
| ----------------------------------- |
| Ano comum com início à quarta-feira |

## Eventos
- Término do reinado de Silo das Astúrias.

## Mortes
- 12 de julho - Berta de Laon, esposa de Pepino, o Breve e mãe de Carlos Magno (n. 720)